# ينس كريستيانسن
ينس كريستيانسن (بالدنماركية: Jens Kristiansen)‏ هو لاعب شطرنج دنماركي، ولد في 25 مايو 1952 في كوبنهاغن في الدنمارك.

## وصلات خارجية
- ينس كريستيانسن على موقع الاتحاد الدولي للشطرنج (الإنجليزية)
- ينس كريستيانسن على موقع مباريات الشطرنج (الإنجليزية)
- ينس كريستيانسن على موقع 365Chess.com (الإنجليزية)
- ينس كريستيانسن على موقع Chesstempo.com (الإنجليزية)
- ينس كريستيانسن سجل أولمبياد الشطرنج على موقع OlimpBase.org (الإنجليزية)